# Air Traffic Safety Electronics Personnel
Le terme Air Traffic Safety Electronics Personnel (ATSEP) fait référence aux spécialistes responsables des systèmes de la navigation aérienne.
Les ATSEP travaillant en France à la Direction Générale de l'aviation Civile s'appellent des IESSA (Ingénieurs Électroniciens des Systèmes de la Sécurité Aérienne). En Suisse, les ATSEP travaillant chez Skyguide sont dénommés Techniciens ou Ingénieurs de la Navigation Aérienne.
Les ATSEP, grâce à leur haut niveau d'expertise, définissent les spécifications des systèmes et en assurent l'installation, le paramétrage, la maintenance  et la gestion en temps réel. Ils sont aussi responsables de la certification de ces systèmes, garants d'une gestion optimale du trafic et de la sécurité des vols.
Les ATSEP sont reconnus par l'Organisation de l'aviation civile internationale (OACI) comme acteurs incontournables de la chaîne de la sécurité aérienne,.
Le trafic évoluant, il s'avère indispensable de minimiser les risques techniques en assurant une gestion efficace de systèmes toujours plus complexes.
En France, la formation des ATSEP IESSA est assurée par l'École nationale de l'aviation civile à Toulouse.